# Раслово (Калининский район)
Ра́слово — деревня в Калининском районе Тверской области. Относится к Никулинскому сельскому поселению.
Расположена южнее Твери, в 1 км к югу от деревни Лебедево.
В 1997 году — 6 хозяйств, 8 жителей.
По неизвестной причине промзона севернее деревни Лебедево названа индустриальный парк "Раслово".
Предыдущее название Рассловлево.
В Царской России данная деревня относилась к имениям барина Морщихина. После революции 1917 года бежал из России. По рассказам, у него была две дочери.
В Советское время место стало называться «колхоз Памяти Кирова», в который входили : село Лебедево, деревни Расловлёво, Мозжарино, Напрудное, Аксинькино. Последний председатель колхоза Крылова Марина Никоноровна. В 1980 году колхоз расформировали и объединили с соседним колхозом «Серп и Молот» (дер. Никулино).
Расловлёво относилось к приходу церкви Рождества Пресвятой Богородицы, которая находилась в селе Лебедево. На сегодняшний день дер. Раслово относится к приходу Церкви Илии Пророка на Никольском погосте, что под Желтиковым монастырём.
в селе Никольское .